# 马克斯·勒格尔
马克斯·勒格尔（德語：Max Röger，1989年12月18日—），德国男子赛艇运动员。他曾代表德国参加保加利亚普罗夫迪夫举行的2018年世界赛艇锦标赛，获得男子轻量级四人双桨金牌。